# Aisonville-et-Bernoville
Aisonville-et-Bernoville é uma comuna francesa na região administrativa de Altos da França, no departamento Aisne. Estende-se por uma área de 8,73 km². Em 2010 a comuna tinha 267 habitantes (densidade: 30,6 hab./km²).